# Phragmatobia oberthueri
Phragmatobia oberthueri là một loài bướm đêm thuộc phân họ Arctiinae, họ Erebidae.